# Famille Vandive
La famille Vandive (ou Van Dievoet dit Vandive) est une famille parisienne originaire de Bruxelles. Elle descend de l'orfèvre Philippe Van Dievoet, baptisé en la collégiale de Sainte-Gudule le 9 janvier 1654, frère du célèbre sculpteur bruxellois Pierre Van Dievoet.
Selon une ancienne tradition de famille reprise dans une généalogie manuscrite, le nom de Philippe Van Dievoet a été changé en Vandive par le Dauphin dont il avait été le joaillier.
Cette branche ainée de la famille Van Dievoet s'est éteinte en 1802 en la personne de François Gilles Vandive, rentier, demeurant rue des Lavandières no 82 à Paris.

## Descendance de Philippe Van Dievoet dit Vandive
I. Gilles van Dievoet, bourgeois de Bruxelles, épousa en premières noces à Bruxelles, en l'église Notre-Dame-de-la-Chapelle, le 13 novembre 1650, Catherine Slachmeulder, et en secondes noces Gertrude Zeevaert. Il eut de sa première épouse Catherine Slachmeulder, notamment Philippe Van Dievoet, auteur de la branche aînée parisienne dite Vandive :

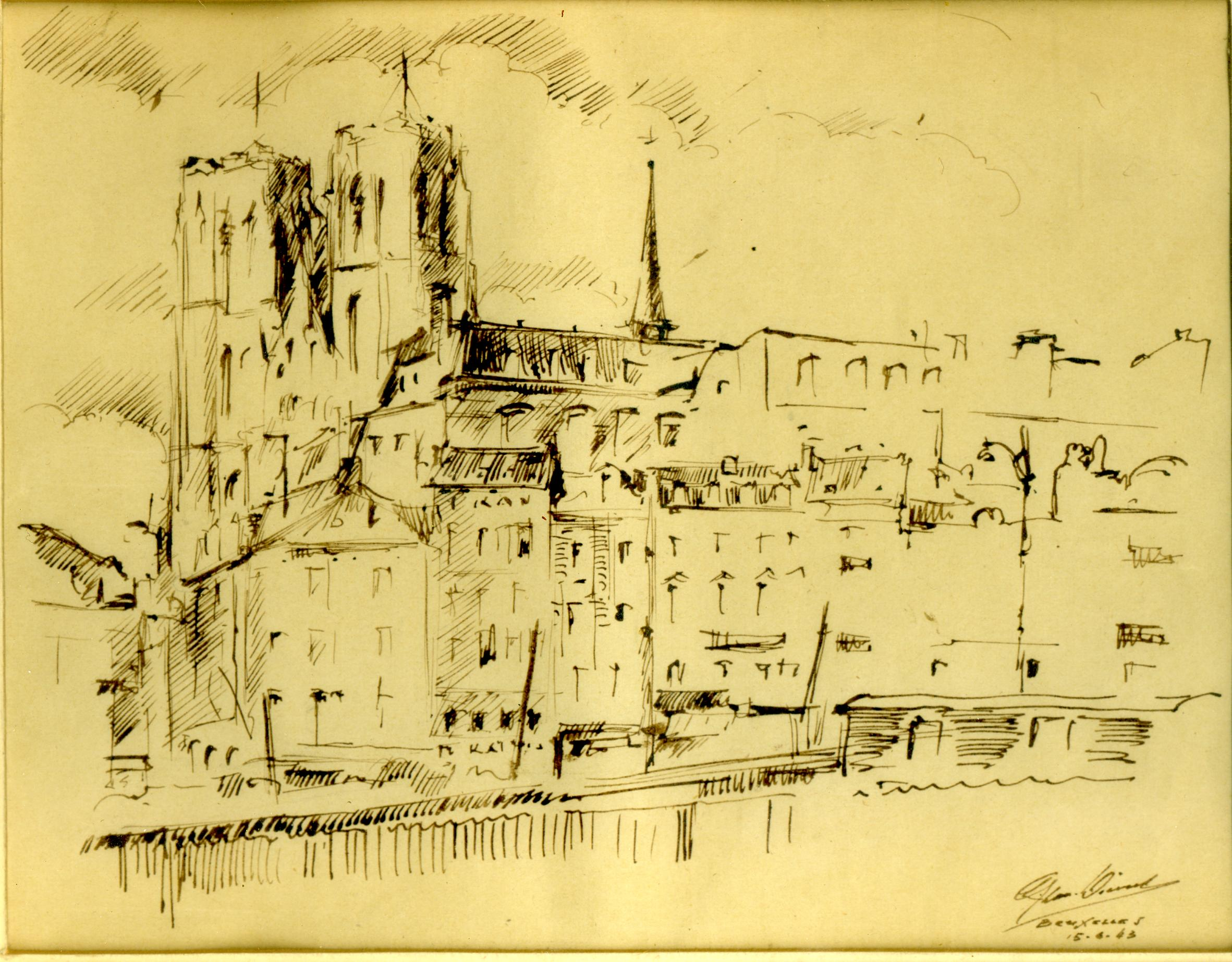
Collégiale Sainte-Gudule à Bruxelles, où Philippe Van Dievoet fut baptisé le 9 janvier 1654. Dessin par Léon van Dievoet (1907-1993), architecte.

II. Sire Philippe van Dievoet, né à Bruxelles, baptisé à Sainte-Gudule le 9 janvier 1654 (ss. Philippe Slachmeulder et Catherine Verhasselt) et mort à Paris le 1er février 1738 où ses funérailles eurent lieu le lendemain dimanche 2 février 1738 à six heures du soir, en l’église Royale de Saint Barthélemy dans laquelle il fut inhumé, bourgeois de Paris, marchand orfèvre et joaillier, Conseiller du Roi Louis XIV, Officier de la Garde-Robe du roi, syndic général des rentes de l’Hôtel de Ville de Paris, consul de Paris, grand garde du Corps des Orfèvres de Paris, administrateur de 1733 à 1738 au Grand Bureau des Pauvres de l’Hôpital dit des Petites Maisons. Il épousa en premières noces Anne Martinot, baptisée le 22 décembre 1663 en l'église Saint-Germain l'Auxerrois et décédée en 1707, fille du fameux horloger Balthazar Martinot (1636-1716), écuyer, valet de chambre-horloger ordinaire de la reine Anne d’Autriche puis horloger ordinaire du roi, et d’Anne Belon. Philippe van Dievoet fait baptiser onze enfants à Saint-Barthélemy. Parmi les parrains, les horlogers Martinot, Jean-Baptiste Jouvenet, peintre ordinaire du roi, et son frère le sculpteur Pierre Vandivout (sic). Lors de la mort d’Anne Martinot, il avait cinq enfants tous mineurs. Il donna à chacun de ses enfants en les mariant la somme de vingt mille livres.

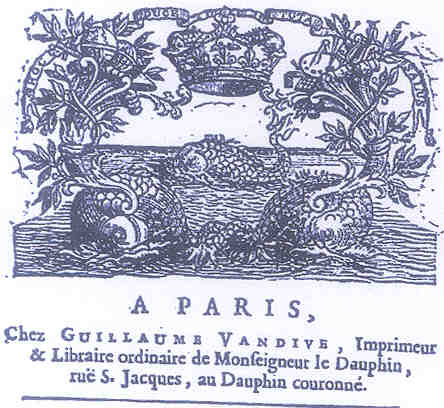
Marque typographique de Guillaume van Dievoet dit Vandive, imprimeur libraire de Monseigneur le Dauphin, avec sa devise personnelle : « HOC DUCE TUTA SALUS », 1704.

Il épousa en secondes noces, en 1717, après dix ans de viduité, Marie-Catherine Lopinot, veuve en premières noces du Sieur François Garnier, décédée quai des Orfèvres le 6 décembre 1735, et sœur de Gabriel Lopinot fermier général du duché deThouars.
Philippe Van Dievoet habita à Paris successivement rue de Harlay à l’enseigne des Balances (cité de 1680 à 1693), puis quai des Orfèvres « aux Balances d’Or » (cité en 1697 et en 1702). À sa mort, le 1er février 1738, il habitait toujours quai des Orfèvres « aux Balances », paroisse Saint-Barthélemy. Le 2 février 1738, selon un faire-part, M. Vandives, ancien consul, fut enterré à Saint-Barthélemy. Il a fondé à Paris une messe journalière.
Le nom de Philippe Van Dievoet fut changé en VANDIVE par le Dauphin.
Philippe van Dievoet eut de sa première épouse Anne Martinot décédée en 1707 onze enfants, tous baptisés en l'église Royale de Saint Barthélemy, dont cinq étaient encore en vie et tous mineurs, lors du décès de leur mère, qui suivent :
1) Catherine Vandivout dit Vandive, née vers 1677 et morte en septembre 1685, paroisse Saint-Barthélemy.
2) Guillaume Vandivout dit Vandive, fils aîné, né le 22 novembre 1680 à Paris et décédé en 1706 après onze mois de mariage, imprimeur libraire de Monseigneur le Dauphin, reçu maître en décembre 1701 par ordre du Dauphin, après avoir été en apprentissage d’avril 1697 à avril 1701 chez Jean Ier Boudot. Il épousa à Paris en 1705, Éléonore Le Prieur. Il était installé rue Saint-Jacques à l’enseigne «Au Dauphin couronné ». Guillaume Vandive et Eléonore Le Prieur eurent :
a) Charlotte-Eléonore Vandive qui épousa Mr. Jean-François-Claude Beau, sr. de la Passutière, Procureur au Parlement de Paris, né le 8 août 1695 et décédé le 8 mars 1743 (laissant trois enfants mineurs, Léonore-Charlotte Beau, Nicole Denise Beau, mariée jeune, et Jean-François-Claude Beau).
3) Balthazar Philippe Vandivout dit Vandive, orfèvre, né le 10 août 1683, suit sous III.
4) Henry Vandivout dit Vandive, né le 6 septembre 1684 à Paris.
5) Marie Catherine Vandivout dit Vandive, née le 23 novembre 1685 à Paris décédée en sa maison rue Saint-Jacques en 1719, funérailles le lundi 11 septembre 1719  en l’église Saint-Sévérin, épousa par contrat du 21 novembre 1717, Jacques Henry Pralard, imprimeur libraire décédé le 29 mars 1749, troisième fils et successeur du libraire André Pralard. Reçu maître le 7 nov. 1713. Il vend son fonds à Jean-Joseph Barbou en janvier 1743. Encore en activité en 1748, il se serait retiré peu avant sa mort (mars 1749)  (Devise : Inimicos Virtute superabis).
6) Pierre Vandivout dit Vandive, né le 11 août 1687 à Paris décédé le 11 février 1732.
7) François Vandivout dit Vandive, né le 7 mai 1688 à Paris.
8) Jean-Baptiste Vandivout dit Vandive, né le 6 avril 1689 à Paris.
9) Marie-Anne Vandivout dit Vandive, née le 18 septembre 1691 à Paris épouse par contrat du 18 novembre 1709, Jean-François André, marchand drapier, bourgeois de Paris, consul de Paris en 1732, juge en 1740, demeurant, rue des Bourdonnais devant la rue des Mauvaises-Paroles, paroisse Saint-Germain l'Auxerrois. Ils eurent huit enfants, Jean-Philippe André, Marie-Anne-Catherine André, épouse de Sr. Gilbert Bourguignon,, marchand épicier en gros, demeurant rue de la Monnoye, Jeanne-Claire André, Marie-Madeleine André, épouse de Sire Pierre Millot, marchand épicier, consul de Paris, Marie-Jeanne André, épouse de Sr. Jean-Baptiste Tarte, marchand drapier à Paris, Edmée-Josèphe André, Jean-François-Guillaume André et Élisabeth André.
10) Nicolas Félix Vandivout dit Vandive, né le 3 janvier 1693 à Paris, marchand orfèvre joaillier, bourgeois de Paris, il fut garde (doyen) du Corps des Orfèvres, en 1727, 1728, 1729, en 1756 il remet son poinçon, meurt en 1764. Il avait épousé en premières noces par contrat du 28 septembre 1718, Dlle. Aymée Jeanne Peyrard, décédée en 1723. Il épousa en secondes noces à Paris (contrat du 3 septembre 1730) Françoise Marguerite Lepape qui testa le 6 novembre 1780, et mourut en 1781, rue Saint-Jean de Beauvais, et fut enterrée le 1er juillet 1781, fille de Jean-Baptiste Le Pape, marchand joaillier, bourgeois de Paris, et de Catherine Gonnet,, demeurants rue de la Vieille Joyallerie, fille de feu Charles Gonnet, marchand bourgeois de Paris, et de Claude Flament. Nicolas Félix Vandive, marchand orfèvre joaillier à Paris, demeurait en 1750, rue du Marché Pallu, paroisse Saint-Germain-le-Vieil. Il eut de sa première épouse :
a) Jean-Baptiste Van Dive, décédé le 29 août 1719 à Marly-le-Roi, y inhumé le 30 dans le cimetière de l'église Saint-Vigor, âgé d'un mois et huit jours.
b) Aymée Magdeleine Vandive
11) Madeleine Vandivout dit Vandive, décédée en décembre 1719, épouse par contrat du 23 mai 1718 Christophe II David, né en 1682 et mort le 25 novembre 1741, imprimeur-libraire rue Saint-Jacques, puis rue de la Harpe à l’enseigne « Au Nom de Jésus ». Reçu libraire en 1713 et imprimeur en juillet 1723, fils de Michel David (vers 1656-1719), imprimeur-libraire quai des Augustins, à l’enseigne « À la Providence » ; petit-fils de Denis David. La famille David, était une importante famille d'imprimeurs parisiens du Grand Siècle, dont le nom reste attaché à la publication de l'Encyclopédie de Diderot et de D'Alembert.
III. Sire Balthazar Philippe Vandive, grand garde du Corps des Orfèvres en 1736, 1737, consul de Paris en 1739, né le 10 août 1683 à Paris, décédé rue des Lavandières, enterré le 19 juin 1749, funérailles à Saint-Germain-l'Auxerrois, épousa à Paris le 7 avril 1711, Françoise-Edmée de La Haye, née en 1682 et décédée en décembre 1754, fille de Pierre de la Haye, marchand orfèvre joaillier et graveur de sa majesté et de Marie Madeleine Masse, petite fille de François de La Haye, orfèvre et de Catherine Desécouttes, arrière-petite-fille de Louis de La Haye, orfèvre de la Maison du roi et de Marguerite Boucher, ce dernier étant fils de Jean de La Haye, seigneur d'Icy.
Balthazar Philippe Vandive habita de 1705 à 1748, au no 50 actuel du quai des Orfèvres, à la « Garde Royale », avant de s'installer à la fin de sa vie, en 1748, rue des Lavandières auprès de son fils Nicolas Félix Vandive, Greffier de l'audience du Conseil du Roi, où il mourut en juin 1749 et fut enterré le 19 juin 1749. Les Affiches de Paris, nous apprennent que le 19 juin 1749, eut lieu l’enterrement de Balthazar-Philippe Vandives, ancien consul, décédé rue des Lavandières. Le 11 juillet 1749 les gardes le déclarent décédé. Dont :
1) Nicolas Félix Vandive, écuyer, conseiller-secrétaire du roi Maison et Couronne de France, qui suit sous IV.
2) François-Gilles Vandive, bourgeois de Paris, négociant, marchand-joaillier, marchand mercier, quai des Morfondus décédé, rentier, rue des Lavandières no 82, le 1er Thermidor an X (20 juillet 1802), il avait épousé le 13 février 1746 à Paris, Marie-Anne Bougier,, fille de Claude Bougier, né en 1683 et décédé le 22 octobre 1760, bourgeois de Paris, marchand mercier, contrôleur du Grenier à sel, et de Marie Anne Gamard.

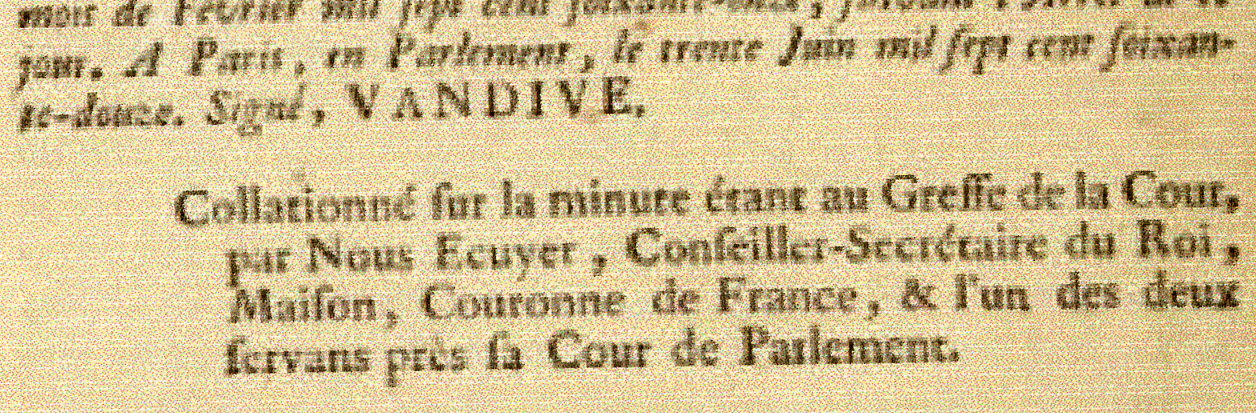
Exemple imprimé d'explicit dans un document du Parlement de Paris signé par Nicolas Félix van Dievoet dit Vandive, Écuyer, Conseiller-Secrétaire du Roi, Maison, Couronne de France, et l'un des deux servans près la Cour de Parlement.

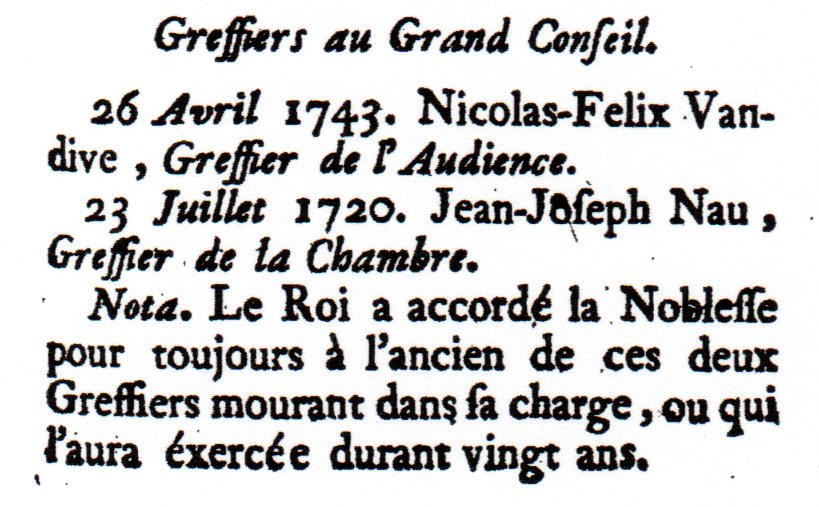
1743: Greffiers au Grand Conseil. 26 avril 1743. Nicolas-Felix Vandive, Greffier de l'Audience. Le Roi a accordé la Noblesse pour toujours à l'ancien de ces deux Greffiers mourant dans sa charge, ou qui l'aura exercée durant vingt ans. L'État de la France, tome IV, Paris, 1749, p. 383.

IV. Nicolas Félix Vandive, né en 1712 et décédé à Paris, Rue des Lavandières-Sainte-Opportune, le 1er juin 1792, écuyer, greffier au Grand Conseil, greffier de l'audience du Conseil du Roi, avocat au Parlement de Paris (cité en 1761), conseiller-secrétaire du roi Maison et Couronne de France.
Ce fut ledit Nicolas Félix Vandive qui lors de la dernière maladie du roi Louis XV fut envoyé le dimanche 1er mai 1774 par le Parlement de Paris pour aller s'enquérir de la santé du roi.
Nicolas-félix Vandive fut nommé dès le 26 avril 1743, greffier de l'Audience au Grand Conseil, ce qui lui conféra la noblesse dès 1743 et la noblesse héréditaire en 1763 après une ancienneté de vingt ans.
Nicolas Félix Vandive exerça également une autre charge anoblissante de conseiller notaire secrétaire Maison et Couronne de France près la Cour de Parlement.
Il avait acquis cette charge de conseiller notaire secrétaire Maison et Couronne de France en 1774 d’Étienne Timoléon Isabeau de Montval qui sera guillotiné  à Paris l'an II.

## Anoblissements
Deux de ses membres bénéficièrent d'anoblissements personnels ou héréditaires, par fonction ou par charge.
- 1680 : noblesse personnelle avec le titre d'écuyer pour l'orfèvre Philippe van Dievoet, conseiller du roi[73],[74], en tant qu'officier de la Garde-Robe du Roi[75] de 1680 jusqu'en 1711.
- 1743 : noblesse héréditaire pour Nicolas Félix van Dievoet dit Vandive, greffier de l'Audience au Grand Conseil, entré en charge le 26 avril 1743, ce qui lui conféra la noblesse héréditaire dès 1763 après une ancienneté de vingt ans (principe de noblesse en 1743)[76]: "Le Roi a accordé la Noblesse pour toujours à l'ancien de ces deux Greffiers mourant dans sa charge, ou qui l'aura exercée durant vingt ans"[77].
- 1771 : Ce même Nicolas Félix van Dievoet dit Vandive exerça également la charge anoblissante de conseiller-notaire-secrétaire du roi Maison et Couronne de France près la Cour de Parlement. (Lettres de Commission du mois d’avril 1771 et lettres de provision du 9 mars 1774). Les conseillers-notaires-secrétaires du Parlement de Paris exerçaient une charge anoblissante au premier degré, et ce depuis leur création ; en vertu d'un ancien usage confirmé par édit de juillet 1644. Ce privilège leur fut retiré en juillet 1669 et ils furent remis à la noblesse graduelle. Mais la noblesse au premier degré leur fut rendue en novembre 1690).